# 查塔姆島
查塔姆島（英語：Chatham Island）是新西蘭的島嶼，屬於查塔姆群島的主島，位於南島以東約800公里的太平洋海域，面積899平方公里，島上有兩個海灣和一個潟湖，島上住有約300名居民。

## 交通

### 航空
- 查塔姆群島機場：飛往本地南島的基督城國際機場，北島的奧克蘭國際機場、威靈頓國際機場。也有飛往查塔姆群島的次島皮特島上的皮特島機場。

### 港口
- 港口：有查塔姆群島小島間的船班。

## 觀光
43°53′54″S 176°31′44″W / 43.89833°S 176.52889°W